# BAFA NL Premiership 2019
La BAFA NL Premiership 2019 è la 34ª edizione del campionato di football americano di primo livello, organizzato dalla BAFA.

## Squadre partecipanti
| Club                  | Città       | Stadio | Sponsor ufficiale | Risultato nella stagione 2018 |
| --------------------- | ----------- | ------ | ----------------- | ----------------------------- |
| Bristol Aztecs        | Bristol     |        |                   |                               |
| Edinburgh Wolves      | Edimburgo   |        |                   |                               |
| Farnham Knights       | Farnham     |        |                   |                               |
| Kent Exiles           | Chislehurst |        |                   |                               |
| Leicester Falcons     | Quorn       |        |                   |                               |
| London Blitz          | Londra      |        |                   |                               |
| London Olympians      | Londra      |        |                   |                               |
| London Warriors       | Londra      |        |                   |                               |
| Manchester Titans     | Manchester  |        |                   |                               |
| Merseyside Nighthawks | Liverpool   |        |                   |                               |
| Sheffield Giants      | Sheffield   |        |                   |                               |
| Tamworth Phoenix      | Atherstone  |        |                   |                               |

## Stagione regolare

### Calendario

#### 1ª giornata
| 14 aprile 2019, ore 14:00 | Leicester Falcons | 21 – 8 referto | Sheffield Giants |  |

#### 2ª giornata
| 21 aprile 2019, ore 14:00 | Sheffield Giants | 6 – 28 referto | Tamworth Phoenix |  |

| 21 aprile 2019, ore 14:00 | London Warriors | 85 – 0 referto | Farnham Knights |  |

| 21 aprile 2019, ore 15:30 | London Blitz | 33 – 2 referto | Bristol Aztecs |  |

#### 3ª giornata
| 28 aprile 2019, ore 13:30 | London Blitz | 41 – 0 referto | Farnham Knights |  |

| 28 aprile 2019, ore 14:00 | Leicester Falcons | 18 – 23 referto | Merseyside Nighthawks |  |

#### 4ª giornata
| 5 maggio 2019, ore 14:00 | Edinburgh Wolves | 16 – 15 referto | Sheffield Giants |  |

| 5 maggio 2019, ore 14:00 | London Warriors | 46 – 15 referto | London Blitz |  |

| 5 maggio 2019, ore 14:30 | London Olympians | 33 – 23 referto | Kent Exiles |  |

| 5 maggio 2019, ore 15:00 | Manchester Titans | 49 – 16 referto | Leicester Falcons |  |

| 5 maggio 2019, ore 16:00 | Tamworth Phoenix | 34 – 6 referto | Merseyside Nighthawks |  |

#### 5ª giornata
| 12 maggio 2019, ore 14:00 | Sheffield Giants | 0 – 6 referto | Manchester Titans |  |

| 12 maggio 2019, ore 14:00 | Bristol Aztecs | 0 – 9 referto | Kent Exiles |  |

| 12 maggio 2019, ore 14:30 | Merseyside Nighthawks | 33 – 14 referto | Edinburgh Wolves |  |

| 12 maggio 2019, ore 14:30 | London Olympians | 14 – 21 referto | London Blitz |  |

#### 6ª giornata
| 19 maggio 2019, ore 14:00 | Edinburgh Wolves | 0 – 50 referto | Tamworth Phoenix |  |

| 19 maggio 2019, ore 14:00 | Farnham Knights | 13 – 39 referto | London Olympians |  |

| 19 maggio 2019, ore 14:00 | Kent Exiles | 7 – 42 referto | London Blitz |  |

| 19 maggio 2019, ore 14:00 | London Warriors | 38 – 0 referto | Bristol Aztecs |  |

| 19 maggio 2019, ore 14:30 | Merseyside Nighthawks | 50 – 33 referto | Manchester Titans |  |

#### 7ª giornata
| 25 maggio 2019, ore 16:00 | Tamworth Phoenix | 22 – 12 referto | Sheffield Giants |  |

| 26 maggio 2019, ore 14:00 | Manchester Titans | 14 – 0 referto | Edinburgh Wolves |  |

| 26 maggio 2019, ore 14:00 | Farnham Knights | 0 – 33 referto | London Blitz |  |

| 26 maggio 2019, ore 14:00 | London Warriors | 71 – 6 referto | Kent Exiles |  |

#### 8ª giornata
| 1 giugno 2019, ore 18:00 | Tamworth Phoenix | 42 – 9 referto | Leicester Falcons |  |

| 2 giugno 2019, ore 14:00 | Bristol Aztecs | 36 – 20 referto | London Olympians |  |

| 2 giugno 2019, ore 14:00 | Farnham Knights | 0 – 70 referto | London Warriors |  |

#### 9ª giornata
| 9 giugno 2019, ore 14:00 | Edinburgh Wolves | 12 – 33 referto | Merseyside Nighthawks |  |

| 9 giugno 2019, ore 14:00 | Sheffield Giants | 14 – 12 referto | Leicester Falcons |  |

| 9 giugno 2019, ore 14:00 | Farnham Knights | 9 – 26 referto | Bristol Aztecs |  |

#### 10ª giornata
| 15 giugno 2019, ore 16:00 | Tamworth Phoenix | 0 – 21 referto | Manchester Titans |  |

| 16 giugno 2019, ore 14:00 | Farnham Knights | 28 – 13 referto | Kent Exiles |  |

| 16 giugno 2019, ore 14:30 | Leicester Falcons | 10 – 0 referto | Edinburgh Wolves |  |

| 16 giugno 2019, ore 14:30 | Merseyside Nighthawks | 20 – 0 referto | Sheffield Giants |  |

| 16 giugno 2019, ore 14:30 | London Olympians | 7 – 54 referto | London Warriors |  |

#### 11ª giornata
| 23 giugno 2019, ore 13:00 | Leicester Falcons | 7 – 28 referto | Tamworth Phoenix |  |

| 23 giugno 2019, ore 14:00 | Sheffield Giants | 33 – 8 referto | Edinburgh Wolves |  |

| 23 giugno 2019, ore 14:30 | London Olympians | 68 – 6 referto | Farnham Knights |  |

| 23 giugno 2019, ore 15:00 | Manchester Titans | 44 – 30 referto | Merseyside Nighthawks |  |

| 23 giugno 2019, ore 15:00 | Kent Exiles | 17 – 12 referto | Bristol Aztecs |  |

| 23 giugno 2019, ore 16:00 | London Blitz | 7 – 54 referto | London Warriors |  |

#### 12ª giornata
| 30 giugno 2019, ore 14:00 | Edinburgh Wolves | 17 – 6 referto | Manchester Titans |  |

| 30 giugno 2019, ore 14:00 | Bristol Aztecs | 8 – 20 referto | London Blitz |  |

| 30 giugno 2019, ore 14:00 | Kent Exiles | 8 – 28 referto | London Olympians |  |

#### 13ª giornata
| 6 luglio 2019, ore 15:00 | Tamworth Phoenix | 48 – 0 referto | Edinburgh Wolves |  |

| 7 luglio 2019, ore 14:00 | Manchester Titans | 49 – 30 referto | Sheffield Giants |  |

| 7 luglio 2019, ore 14:30 | Merseyside Nighthawks | 50 – 0 referto | Leicester Falcons |  |

| 7 luglio 2019, ore 14:30 | London Olympians | 10 – 11 referto | Bristol Aztecs |  |

| 7 luglio 2019, ore 15:00 | Kent Exiles | 0 – 80 referto | London Warriors |  |

#### 14ª giornata
| 21 luglio 2019, ore 14:00 | Leicester Falcons | 6 – 38 referto | Manchester Titans |  |

| 21 luglio 2019, ore 14:00 | Bristol Aztecs | 30 – 0 referto | Farnham Knights |  |

| 21 luglio 2019, ore 14:00 | London Warriors | 58 – 0 referto | London Olympians |  |

| 21 luglio 2019, ore 14:30 | Merseyside Nighthawks | 6 – 30 referto | Tamworth Phoenix |  |

| 21 luglio 2019, ore 15:30 | London Blitz | 42 – 0 referto | Kent Exiles |  |

#### 15ª giornata
| 28 luglio 2019, ore 13:30 | London Blitz | 15 – 14 referto | London Olympians |  |

| 28 luglio 2019, ore 14:00 | Edinburgh Wolves | 47 – 6 referto | Leicester Falcons |  |

| 28 luglio 2019, ore 14:00 | Manchester Titans | 17 – 21 referto | Tamworth Phoenix |  |

| 28 luglio 2019, ore 14:00 | Sheffield Giants | 22 – 22 referto | Merseyside Nighthawks |  |

| 28 luglio 2019, ore 14:00 | Bristol Aztecs | 0 – 55 referto | London Warriors |  |

| 28 luglio 2019, ore 14:30 | Kent Exiles | 19 – 0 referto | Farnham Knights |  |

### Classifica
Le classifiche della regular season sono le seguenti.
- PCT = percentuale di vittorie, G = partite giocate, V = partite vinte,  P = partite perse, PF = punti fatti, PS = punti subiti

#### Premiership North
| Pos. | Squadra               | PCT  | G  | V | N | P | PF  | PS  |
| ---- | --------------------- | ---- | -- | - | - | - | --- | --- |
| 1    | Tamworth Phoenix      | .900 | 10 | 9 | 0 | 1 | 303 | 84  |
| 2    | Manchester Titans     | .700 | 10 | 7 | 0 | 3 | 277 | 170 |
| 3    | Merseyside Nighthawks | .650 | 10 | 6 | 1 | 3 | 273 | 207 |
| 4    | Leicester Falcons     | .300 | 10 | 3 | 0 | 7 | 146 | 258 |
| 5    | Sheffield Giants      | .250 | 10 | 2 | 1 | 7 | 140 | 204 |
| 6    | Edinburgh Wolves      | .200 | 10 | 2 | 0 | 8 | 114 | 248 |

#### Premiership South
| Pos. | Squadra          | PCT   | G  | V  | N | P | PF  | PS  |
| ---- | ---------------- | ----- | -- | -- | - | - | --- | --- |
| 1    | London Warriors  | 1.000 | 10 | 10 | 0 | 0 | 611 | 35  |
| 2    | London Blitz     | .800  | 10 | 8  | 0 | 2 | 269 | 145 |
| 3    | Bristol Aztecs   | .400  | 10 | 4  | 0 | 6 | 125 | 211 |
| 4    | London Olympians | .400  | 10 | 4  | 0 | 6 | 233 | 245 |
| 5    | Kent Exiles      | .300  | 10 | 3  | 0 | 7 | 102 | 336 |
| 6    | Farnham Knights  | .100  | 10 | 1  | 0 | 9 | 56  | 424 |

## Playoff

### Tabellone
|  | Semifinali | Semifinali        | Semifinali |                 |    | XXXIII Britbowl  | XXXIII Britbowl | XXXIII Britbowl |  |
|  |            |                   |            |                 |    |                  |                 |                 |  |
|  | 1N         | Tamworth Phoenix  | 7          |                 |    |                  |                 |                 |  |
|  | 1N         | Tamworth Phoenix  | 7          |                 |    |                  |                 |                 |  |
|  | 2S         | London Blitz      | 6          |                 |    |                  |                 |                 |  |
|  | 2S         | London Blitz      | 6          |                 | 1N | Tamworth Phoenix | 29              |                 |  |
|  |            |                   |            |                 | 1N | Tamworth Phoenix | 29              |                 |  |
|  |            |                   | 1S         | London Warriors | 56 |                  |                 |                 |  |
|  | 2N         | Manchester Titans | 1S         | London Warriors | 56 | 0                |                 |                 |  |
|  | 2N         | Manchester Titans |            |                 |    |                  |                 |                 |  |
|  | 1S         | London Warriors   | 63         |                 |    |                  |                 |                 |  |

### Semifinali
| 18 agosto 2019, ore 14:00 | London Warriors | 63 – 0 referto | Manchester Titans |  |

| 18 agosto 2019, ore 14:00 | Tamworth Phoenix | 7 – 6 referto | London Blitz |  |

### XXXIII Britbowl
| Londra 1º settembre 2019, ore 16:00 | London Warriors | 56 – 29 referto | Tamworth Phoenix | New River Stadium |

## Verdetti
- London Warriors Campioni della Gran Bretagna 2019